# Erdre
De Erdre is een zijrivier van de Loire in de Pays de la Loire, Frankrijk. De 103 km lange rivier ontspringt in La Pouëze (departement Maine-et-Loire) op een hoogte van 63 m en mondt uit in de Loire te Nantes (departement Loire-Atlantique).
In de bovenloop tot Candé is de Erdre niet meer dan een beek. Daarna verbreedt hij tot een rivier. Vanaf Nort-sur-Erdre tot de monding in Nantes is de rivier bevaarbaar. Dit deel van de rivier valt samen met het kanaal van Nantes naar Brest.